# Androcharta meonicoides
Androcharta meonicoides är en fjärilsart som beskrevs av Herrich-Schäffer 1854. Androcharta meonicoides ingår i släktet Androcharta och familjen björnspinnare. Inga underarter finns listade i Catalogue of Life.